# Coelocrossa drepanucha
Coelocrossa drepanucha är en fjärilsart som beskrevs av Turner 1919. Coelocrossa drepanucha ingår i släktet Coelocrossa och familjen mätare. Inga underarter finns listade i Catalogue of Life.